# Газиюрт
Газиюрт (кутан колхоза имени XXII партсъезда) — кутан колхоза имени XXII партсъезда Шамильского района Дагестана. Подчинен сельскому поселению Село «Цекоб».

## Географическое положение
Расположено на территории Бабаюртовского района, у федеральной трассы Р215 Астрахань-Махачкала на канале Костек-Шабур, в 7 км к северо-западу от села Львовский № 1.

## История
Первые сведения встречаются в материалах переписи 1939 год, по которым кутан Алтунчикган Большой входил в состав Казиюртовского сельсовета Бабаюртовского района, в нём проживало 10 мужчин и 5 женщин. На топокартах 1940-х годов обозначен под названием Алтын-Чекан-Тюбе. В 1950-е годы земли кутана были переданы под зимние пастбища колхоза имени XXII партсъезда.

## Инфраструктура
На кутане расположен сельский клуб.